# Zwiagin (chutor)
Zwiagin (ros. Звягин) – chutor w zachodniej Rosji, w sielsowiecie prigorodnieńskim rejonu rylskiego w obwodzie kurskim.

## Geografia
Miejscowość położona jest 4 km od centrum administracyjnego sielsowietu prigorodnieńskiego (Prigorodniaja Słobodka), 2,5 km od centrum administracyjnego rejonu (Rylsk), 109 km od Kurska.

## Demografia
W 2010 r. miejscowość zamieszkiwało 254 osób.